# Накасоне Хірофумі
Хірофумі Накасоне (яп. 中曽根 弘文; нар. 28 листопада 1945) — японський державний діяч. Син колишнього прем'єр-міністра Японії Ясухіро Накассоне.
Міністр закордонних справ Японії у вересні 2008 — вересні 2009 в уряді Таро Асо.